# 普魯士國王 (賓夕法尼亞州)
普魯士國王（英語：King of Prussia），也稱為KOP，是美國賓夕法尼亞州蒙哥馬利縣上梅里恩鎮的一個人口普查指定地區。截至2020年人口普查，其人口為22,028人。該社區在18世紀取名於當地一家名為「普魯士國王旅館」（King of Prussia Inn）的小酒館，該小酒館以普魯士國王腓特烈大帝的名字命名。與蒙哥馬利縣的其他地區一樣，普魯士國王繼續經歷快速發展。美國最大的購物中心之一普魯士國王購物中心就坐落於此。這裡還有核能管理委员会第一區的總部。普魯士國王被認為是費城的一個邊緣城市，由位於四條高速公路交匯處的大量零售和辦公空間組成。普魯士國王位於阿倫敦東南35英里（56公里）處，費城西北15英里（24公里）處。